# Traiba
Traiba (àrab اترايبة) és una comuna rural de la província de Taza de la regió de Fes-Meknès. Segons el cens de 2014 tenia una població total de 6.672 persones.